# Ciociari nell'arte

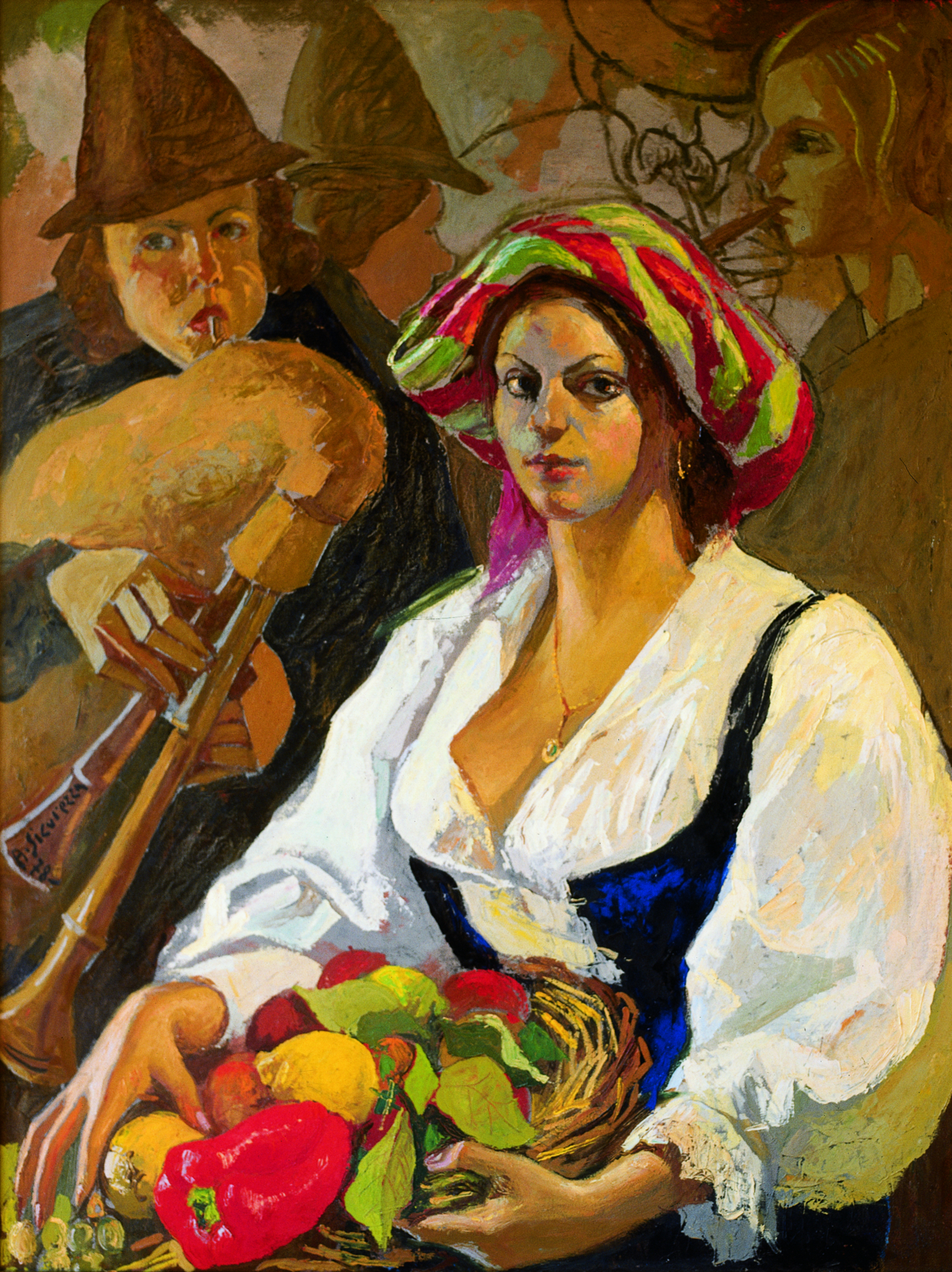
Antonio Sicurezza,La sposa formiana, sala "Antonio Sicurezza", palazzo municipale di Formia

Alcune regioni del Lazio vennero spesso rappresentate mediante immagini pastorali ed arcadiche, per lo più in incisioni, acquerelli o oli, che raffigurano personaggi popolari indossanti il costume tipico di alcuni poveri abitanti di aree remote e definiti, in termine spregiativo, come "ciociari". Il termine venne dunque esteso ai personaggi dei dipinti.

## Storia
Originariamente per ciociàri, in ambito artistico, si intendevano i soggetti di alcune raffigurazioni e cartoline, realizzate verso la fine del XIX secolo, che indossano i costumi tipici di alcuni personaggi, spesso ai limiti della legge, che vivevano in aree povere e remote, lontani dai fiorenti centri del Lazio meridionale. Gli artisti spesso reinterpretavano con immagini folkloristiche e bucoliche quanto la tradizione letteraria e le fonti storiche tramandavano. Dalla seconda metà del Settecento i nobili e gl'intellettuali d'Europa scelsero i territori italiani come meta dei loro viaggi d'istruzione, fra cui Roma e le sue campagne. Con l'affermarsi del romanticismo, delle correnti artistiche neoclassiche e degli studi archeologici nei paesi nordici, molte zone del Lazio odierno destarono l'interesse di artisti e incisori che presero a raffigurare i principali reperti archeologici dei territori pontifici con scopi per lo più documentativi, e spesso il culto romantico per il patrimonio classico si colorava di fantastiche teorie su civiltà perdute o armonie e idilli stereotipati. Come reazione al formalismo dei disegni degli archeologi e alle ricostruzioni fantastiche dei «granturisti», il sostrato culturale romantico fu anche la base della debole produzione iconografica di alcuni incisori ed illustratori che, nel raffigurare soggetti popolari laziali, gettarono le basi di un tòpos conosciuto volgarmente come la ciociara. Il primo a denominare nei suoi lavori un tipo di costumi, e i personaggi che li indossano, ciociari, fu Bartolomeo Pinelli agli inizi del XIX secolo, in acqueforti di ottima qualità descrittiva ma senza pretese artistiche. Lo stesso soggetto venne rappresentato più volte poi anche in tele o acquerelli, di autori minori, quali i quadri pittoreschi di Nicola Palizzi (Scuola di Posillipo), le contadine di Joanny Chatigny o gli oli di Jan Baptist Lodewyck Maes, in cui il realismo ed il sentimentalismo delle opere romantiche fu abbandonato per rappresentare allegorie semplici e simboli primitivi, nuovi nella tradizione figurativa italiana, come la conca e la cannata, quali segni di operosità e femminilità, o il corallo, ripresi poi anche nelle opere di grandi artisti (Hayez, Depero).

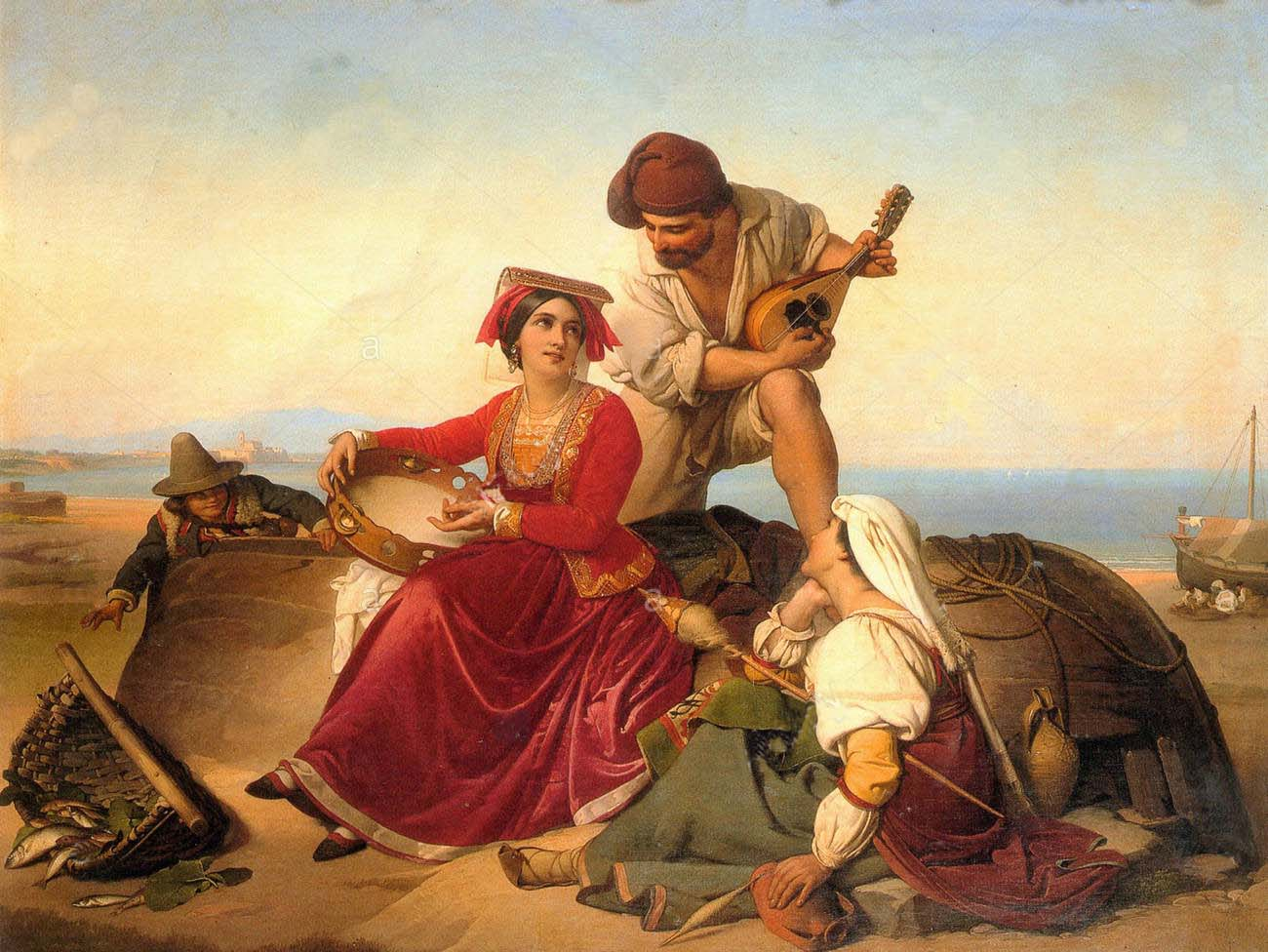
Jan Baptist Lodewyck Maes, I musicisti. Si noti il costume della donna e il paesaggio tipicamente napoletano

## Il costume ciociaro nell'arte
Delle analisi iconografiche sono proposte in una mostra che si è tenuta in provincia di Frosinone, intitolata «Ciociaria Sconosciuta», riportate poi nel volume Ciociaria sconosciuta - Costume - Pittura del 1800 - Notizie storiche - Civiltà di Michele Santulli. L'autore in uno studio entoantropologico, a partire dai caratteri dei costumi, cerca di risalire ad un'identità culturale esclusiva e peculiare dell'intera provincia di Frosinone e in parte della provincia di Roma (Subiaco, Olevano Romano, Carpineto Romano), che l'autore definisce più volte, seguendo il Bragaglia, «ciociaricità». Le caratteristiche proprie del costume ciociaro, al quale corrisponderebbe un tipo etnico, sarebbero il «corpetto spaccato e sagomato al centro, le cioce, il camicione increspato al petto, il grembiule, il fazzoletto bianco in capo» e si distinguerebbe da altri costumi del Mezzogiorno d'Italia per la «spartanità», per «le cioce» e per il corpetto «estremamente semplificato e sovente spaccato e/o sagomato».. Una distinzione fondamentale nel libro viene fatta poi tra «zampitti» e la ciocia della tòpos artistico, che è un calzare ben curato, con corregge di cuoio lucide e ben avvolte alla gamba, protetta dalle pezze o da calze. Gli zampitti invece sarebbero una variante più «elementare e primitiva».. Sono considerati caratteri secondari nello studio antropologico le parlate e le tradizioni culinarie, agricole e sociali.

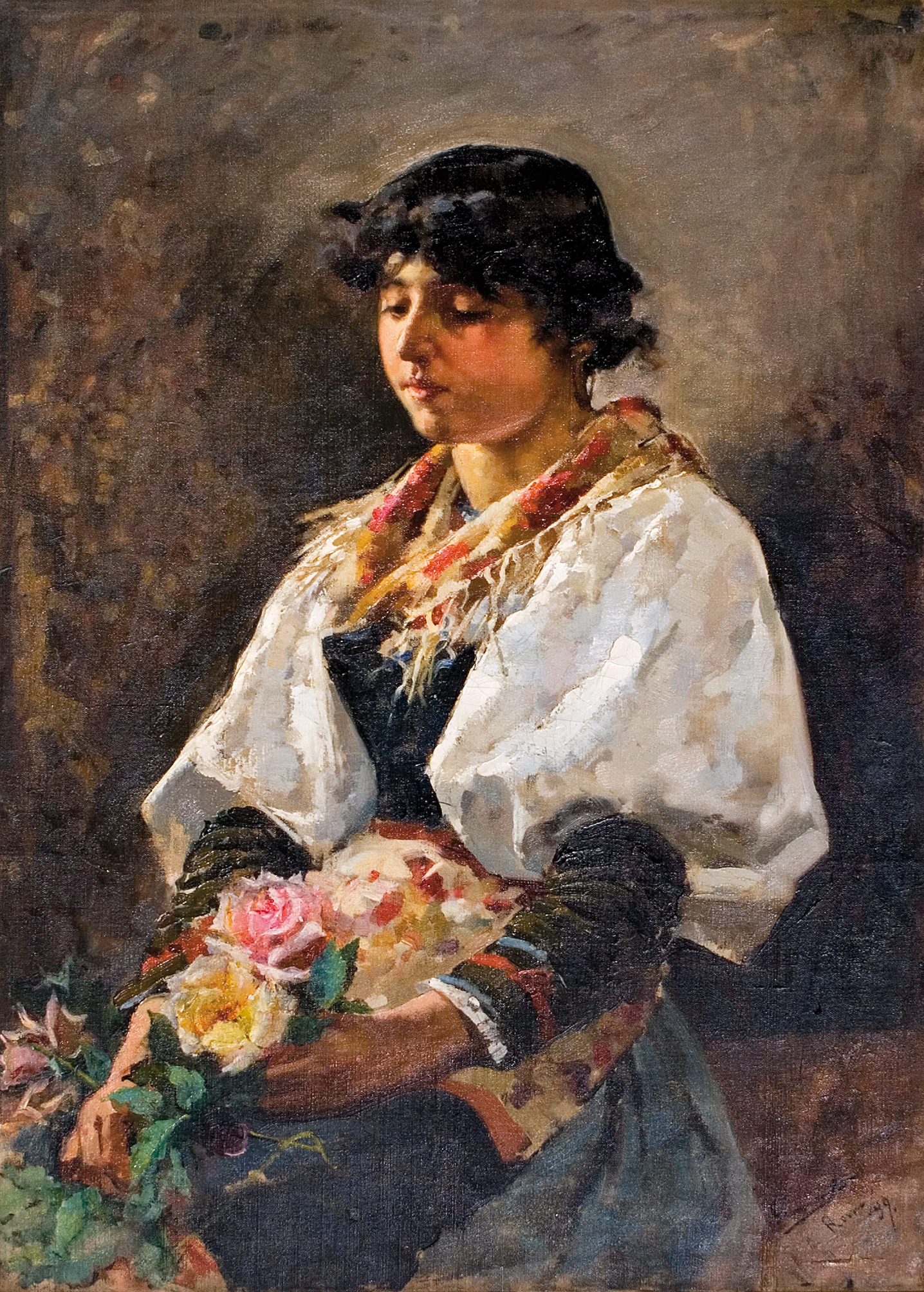
Dipinto di Enrique Simonet, Ciociara 1889

## «La ciociara»
A partire dai primi dipinti e raffigurazioni di vedute del Lazio pontificio a carattere prettamente arcadico e pastorale, a più riprese nelle riproduzioni del Lazio meridionale iniziano a delinearsi una serie di immagini topiche che ruotano attorno alla rappresentazione di figure femminili in costume definite come «la ciociara».
In varie tecniche e poetiche alcuni artisti hanno proposto, con la centralità di una donna iconica, un realismo italiano più volte già espresso nella storia dell'arte, e gli aspetti documentativi con cui veniva rappresentato il costume ciociaro furono trasformati in vere e proprie opere d'arte di fama nazionale ed internazionale. Il vestito femminile è rappresentato nella semplicità dei dettagli, attorno, o al centro, dell'armonia di un paesaggio (o di un volto) che tollera gli spazi selvaggi e ruderali, accanto a quelli del lavoro e dei doveri economici; allegoria che, dimenticando i canoni romantici o del naturalismo, rivendica la semplicità e l'ingenuità dell'ordine e dell'etica senza l'idea.
- Enrico Bartolomei: l'opera poco conosciuta del perugino Enrico Bartolomei è per lo più tematizzata sullo studio del costume ciociaro. La donna il cui vestito ricorda quello delle popolazioni dei Lazio meridionale, ha in mano un secchio colmo d'uva, senza nessuno dei simboli iconografici di altre opere dallo stesso soggetto.
- Francesco Hayez: nell'opera di Francesco Hayez intitolata La ciociara (1842), diversamente dalle incisioni e dalle rappresentazioni folcloriche del primo ottocento, la donna è rappresentata in solitudine; l'unico simbolo nel quadro è la collana di corallo che si piega secondo le forme del seno. La donna è sulla cima di un monte, seduta su una roccia, con alle spalle un paesaggio collinare. All'orizzonte una vasta pianura brulla e desolata che finisce verso il mare ricorda l'Agro pontino.

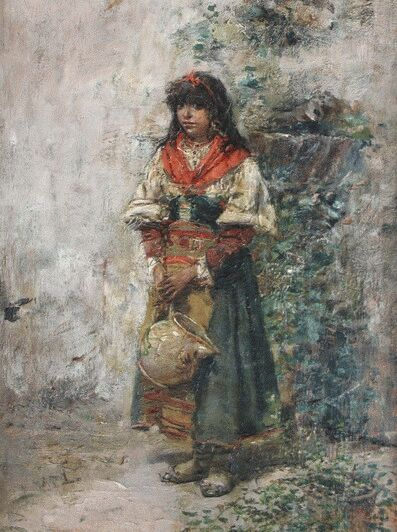
La ciociara di Vicente March.

- Vito D'Ancona: il dipinto (1865) raffigura una donna in costume "ciociaro".
- Filippo Balbi: costui rappresenta La ciociara (1880) nell'atto di disvelare un paniere ricolmo di uova bianche, vestita di bianco e rosso e con una collana di corallo, simboli propri della tradizione iconografica cattolica[4].
- Cesare Tallone: l'opera, il cui titolo originale è Ritratto della sorella del pittore Giuseppina Tallone in Scribante in costume di Ciociara (1885-1887), documenta un costume ciociaro; la donna ha in mano un tamburello[5].
- Fortunato Depero: il Depero rinnova il soggetto de la ciociara (1919) adattandolo alla poetica del futurismo: la donna è al centro della stanza, vestita con un grembiule ricamato con trama floreale. Dalla stanza si aprono due finestre che mostrano un'altra donna con in testa un otre che ricorda una conca e lo scorcio di una chiesa che ricorda le acropoli di molti paesi della Valle del Sacco[6].
- Vicente March: il soggetto è una giovane donna che tiene in mano un otre, il cui vestito ricorda molto quello de la ciociara di Hayez, privato però della luminosità e della sontuosità del panneggio, in una poetica vagamente realista e impressionista.